# Thí nghiệm Griffith

Tóm tắt thí nghiệm Griffith phát hiện ra "chất biến nạp chủ yếu" ở phế cầu khuẩn (pneumococcus).

Thí nghiệm Griffith, được Frederick Griffith báo cáo vào năm 1928, là thí nghiệm đầu tiên chứng tỏ vi khuẩn có khả năng truyền thông tin di truyền thông qua quá trình biến nạp. Kết quả của Griffith được nghiên cứu mở rộng vào cuối thập niên 1930 và đầu thập niên 1940 với kết quả cô lập được DNA và chứng tỏ nó là phân tử mang thông tin di truyền.
Viêm phổi là căn bệnh gây tử vong lớn trong đại dịch cúm Tây Ban Nha lúc hậu chiến tranh thế giới lần I, và Frederick Griffith lúc này đang nghiên cứu khả năng nhằm tìm ra loại vắc-xin phòng bệnh. Griffith sử dụng hai chủng phế cầu khuẩn (Streptococcus pneumoniae) gây nhiễm ở chuột – chủng vi khuẩn loại III-S (chủng bờ nhẵn smooth) gây độc, và chủng loại II-R (chủng bờ nhám rough) trung tính không độc. Chủng III-S tổng hợp một lớp vỏ nhầy polysaccharide bảo vệ chúng khỏi hệ miễn dịch của sinh vật chủ, khiến vật chủ bị chết, trong khi chủng II-R không có lớp vỏ bảo vệ này và hệ thống miễn dịch của sinh vật chủ có thể ngăn chặn được. Nhà vi khuẩn học người Đức, Fred Neufeld, đã khám phá ra ba loại phế cầu khuẩn (loại I, II, và III) đồng thời khám phá ra phản ứng Quellung để nhận diện chúng trong ống nghiệm (in vitro). Cho đến khi Griffith báo cáo kết quả thí nghiệm, các nhà vi khuẩn học tin tưởng rằng các chủng vi khuẩn là cố định và không thể thay đổi được, từ thế hệ này sang thế hệ khác.
Trong thí nghiệm, ông dùng nhiệt tiêu diệt chủng vi khuẩn III-S, và sử dụng kỹ thuật lọc để trộn xác của chúng với chủng vi khuẩn II-R. Khi cho chuột nhiễm chỉ riêng chủng II-R thì chúng vẫn sống bình thường, trong khi cho nhiễm hỗn hợp dung dịch chứa xác chủng vi khuẩn III-S và vi khuẩn sống II-R thì chuột bị bệnh và chết. Griffith sau đó còn tách lọc được vi khuẩn còn sống có cả chủng phế cầu khuẩn II-R và III-S từ máu của những con chuột đã chết. Griffith kết luận rằng chủng II-R đã "biến đổi" sang chủng gây độc III-S bởi "chất biến nạp chủ yếu" (transforming principle) dựa trên những phần nào đó từ xác của chủng III-S.
Ngày nay chúng ta biết rằng "chất biến nạp" mà Griffith đã quan sát thấy chính là DNA của chủng vi khuẩn III-S. Trong khi chủng này đã bị diệt bởi nhiệt, các phân tử DNA của chúng vẫn tồn tại từ quá trình xử lý nhiệt và được tiếp nhận bởi vi khuẩn chủng II-R. DNA của chủng III-S chứa các gene mã hóa cho lớp màng nhầy polysaccharide giúp bảo vệ vi khuẩn. Được trang bị các gene này, các thế hệ tiếp theo của chủng vi khuẩn II-R chống lại được hệ miễn dịch của chuột và dẫn tới cái chết của sinh vật chủ. Bản chất chính xác của chất biến nạp chủ yếu (DNA) được xác nhận bằng thực nghiệm bởi các nhà sinh học Avery, McLeod và McCarty và bằng thí nghiệm thực hiện bởi Hershey và Chase.